# Klub Sportowy Olimpia Elbląg
L'Olimpia Elbląg (nome ufficiale Klub Sportowy Olimpia Elbląg) è una società di calcio di Elbląg, in Polonia. Fondata nel 1945.

## Palmarès

### Competizioni nazionali
- II Liga: 1

2010-2011